# Лукман Хаким Шамсудин
Лукман Хаким Шамсудин (малайск. Luqman Hakim Shamsudin; родился 5 марта 2002) — малайзийский футболист, нападающий бельгийского клуба «Кортрейк» и сборной Малайзии. Выступает на правах аренды за клуб «ИСКК Иокогама».

## Клубная карьера
Уроженец Кота-Бару (Келантан, Малайзия), Лукман Хаким выступал за футбольную академию «Национальной футбольной развивающей программы» (NFDP) и за «Академию Мохтара Дахари». В июне 2020 года популярный сайт Goal.com включил его в свой список «NxGn 2020: 50 лучших вундеркиндов мирового футбола».
В начале 2020 года стал игроком малайзийского клуба «Селангор II». В августе 2020 года перешёл в бельгийский клуб «Кортрейк», принадлежащий малайзийскому бизнесмену Винсенту Тану, подписав пятилетний контракт. 23 октября 2020 года дебютировал в основном составе «Кортрейка» в матче высшего дивизиона чемпионата Бельгии против «Андерлехта», выйдя на замену Петару Голубовичу на 74-й минуте. Он стал первым футболистом из Малайзии, сыгравшим в высшем дивизионе чемпионата Бельгии.

## Карьера в сборной
Выступал за сборные Малайзии до 16, до 19 и до 23 лет. Осенью 2018 года сыграл на юношеском чемпионате Азии (до 16 лет), который прошёл в Куала-Лумпуре, столице Малайзии. 20 сентября 2018 года в матче против сверстников из Таджикистана забил 4 мяча. Несмотря на то, что его сборная не смогла выйти из своей группы, Лукман Хаким завершил турнир в качестве лучшего бомбардира (5 забитых мячей, наряду с двумя другими игроками).
В августе 2019 года сыграл на чемпионате АСЕАН среди игроков до 19 лет. Помог малайзийцам дойти до финала турнира, в котором они проиграли сборной Австралии
В ноябре и декабре 2019 года в составе футбольной сборной Малайзии до 23 лет сыграл на играх Юго-Восточной Азии.
В мае 2021 года получил свой первый вызов в главную сборную Малайзии. 28 мая 2021 года дебютировал за сборную в матче против сборной Бахрейна.

## Достижения
Сборная Малайзии (до 19)
- Финалист чемпионата АСЕАН (до 19 лет): 2019

Личные достижения
- Лучший бомбардир юношеского чемпионата Азии (до 16 лет): 2018